# Tawesche
Le Tawesche également appelé Tawoche ou Taboche est une haute montagne de l'Himalaya, située dans le Khumbu au Népal, face à l'Amadablam, et surplombant les villages de Periche et Dingboche. Le Tawesche est considéré comme une montagne sacrée, et touche le Cholatse par une longue crête.

## Histoire
Edmund Hillary, le vainqueur de l'Everest, entreprend dans les années 1950[précision nécessaire] la première tentative d'escalade du Tawesche, mais sans parvenir au sommet.
La première ascension du Tawesche a été réussie par une expédition française dirigée par Yannick Seigneur. Le sommet fut conquis dans la journée du 16 avril 1974 par une équipe d'alpinistes composée de Yannick Seigneur, Louis Dubost, Paul Gendre, Jacques Brugirard et du compositeur et clarinettiste Jean-Christian Michel, médecin de l'expédition,. La face Nord du Tawesche a été ensuite réalisée 15 ans plus tard en 1989, par Jeff Lowe et John Roskelley.
Du 13 au 15 juin 2010, Cory Richard et Renan Otzur réalisent la première du pilier central de la face sud et ce en style alpin.